# Gigi (peça teatral)

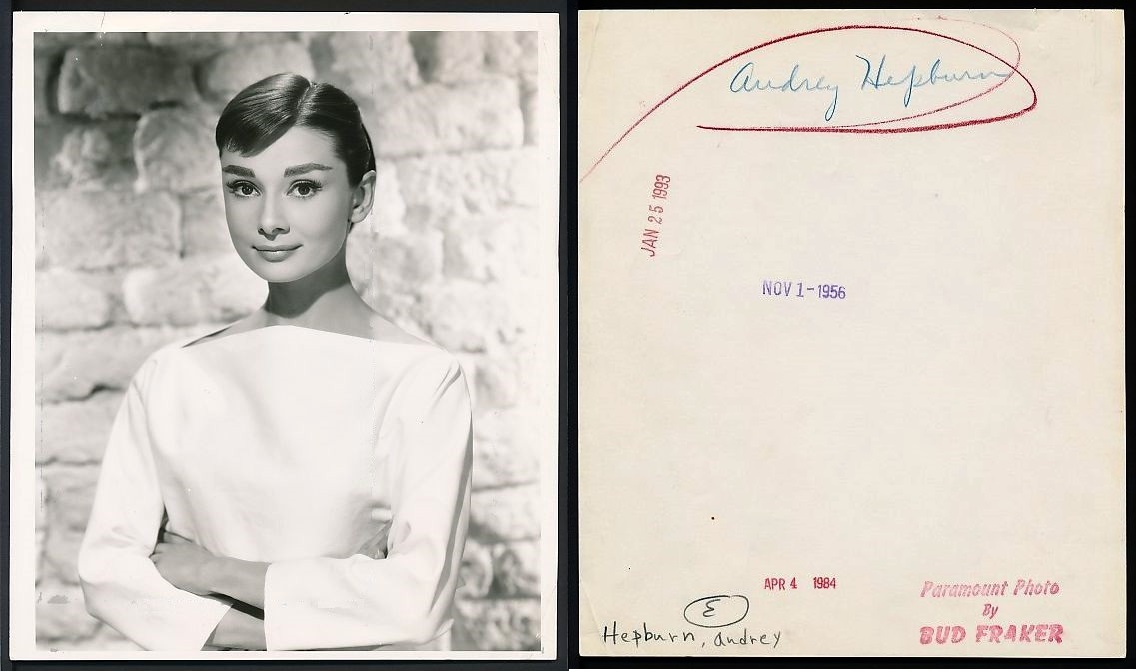
Este foi o primeiro papel principal de Hepburn no teatro. Por sua atuação, ela recebeu elogios da crítica especializada e ganhou o Prêmio Theatre World.

Gigi (1951) é uma peça de teatro, escrita por Anita Loos. Baseada no romance homônimo de Colette de 1945, foi produzida na Broadway, onde estrelou Audrey Hepburn no papel-título.

## Elenco
- Audrey Hepburn como Gigi
- Cathleen Nesbitt como Alicia de St. Ephlam, tia de Gigi
- Doris Patson como Andree, mãe de Gigi
- Josephine Brown como Madame Alvarez, avó de Gigi
- Bertha Belmore como Sidonie
- Michael Evans como Gaston Lachaille
- Francis Compton como Victor